# Síntesi de les pirimidines
La biosíntesi de les pirimidines es produeix tant al cos com per síntesi orgànica.

## Síntesi de pirimidinaex novo
A diferència de les purines, les pirimidines són assemblades abans de ser unides al 5-fosforibosil-1-pirofosfat (PRPP).

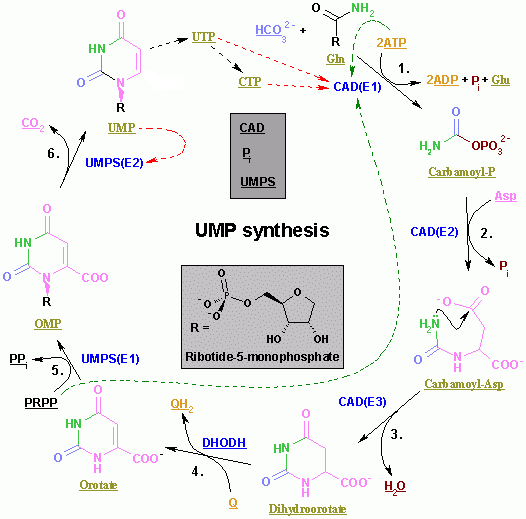
Síntesi d'UMP.Codi de colors: enzims, coenzims, noms dels substrats, molècules inorgàniques

## Catabolisme de les pirimidines
Les pirimidines són eventualment catabolitzades (descompostes) en diòxid de carboni, aigua i urea. La citosina pot ser descomposta en uracil, que al seu torn pot ser descompost en N-carbamoil-β-alanina. La timina es descompon en β-aminoisobutirat, que al seu torn es pot descompondre en intermedis, portant eventualment al cicle de Krebs.